# A Salty Dog
A Salty Dog ist das dritte Studioalbum der britischen Progressive-Rock-Band Procol Harum. Es wurde im Juni 1969 veröffentlicht.

## Inhalt
A Salty Dog hat ein scheinbar nautisches Thema, wie es auf seinem LP-Cover (einer Pastiche der berühmten Zigarettenschachtel Player's Navy Cut) angegeben ist. Das Album ist durchsetzt mit Straight-Rock-, Blues- und Pop-Elementen. Der Titeltrack war der erste Procol-Harum-Titel, bei dem ein Orchester zum Einsatz kam. Das Album war die erste von Matthew Fisher produzierte Platte, der die Band kurz nach ihrer Veröffentlichung verließ. Dies war auch das letzte Procol-Harum-Album, auf dem der Bassist David Knights zu hören war.

## Hintergrund und Aufnahme
A Salty Dog wurde im März 1969 aufgenommen. Die musikalischen Spannungen zwischen der Gruppe und Robin Trower begannen sich in diesem Album zu zeigen, und obwohl sein Gitarrensound für die meisten Tracks unverzichtbar bleibt, zeigt Crucifiction Lane (mit einer seltenen Trower-Gesangspartie), dass sich Trower bereits in eine andere Richtung als der Rest der Band bewegte. Trotzdem ist dieses Album musikalisch viel abwechslungsreicher als die beiden vorherigen Alben, mit drei Fisher-Gesangspartien und einer von Trower.
Angeblich erhellte, als Gary Brooker zum ersten Mal A Salty Dog am Klavier für B. J. Wilson spielte, ein Sonnenstrahl Wilsons Gesicht, und er sagte Brooker, dass es das schönste Lied sei, das er jemals gehört habe.

## Veröffentlichung
A Salty Dog wurde im Juni 1969 von den Plattenlabels Regal Zonophone und A&M veröffentlicht. Der Titelsong, auf dessen Single-B-Seite Long Gone Geek war, erreichte 1969 Platz 44 der britischen Singlecharts und das Album selbst Platz 27 in den Albumcharts.

## Rezeption
John Mendelson schrieb 1969 eine Rezension für den Rolling Stone und nannte es „ein verwirrendes Album. Im besten Fall ist es der bisher größte Erfolg der Gruppe mit der Rockmarke, für die die Gruppe bekannt ist; im schlimmsten Fall ist es sowohl überraschend mittelmäßig als auch trivial.“ Die Zeitschrift vergab später 4 von 5 Sternen an das Album. Robert Christgau war in The Village Voice begeisterter und gab dem Album die Bewertung „A +“, obwohl er später sagte, die abgedruckte Benotung sei „ein Fehler“ und hätte wahrscheinlich ein „B +“ sein sollen.
In einem Rückblick schrieb Bruce Eder von AllMusic: „Auf diesem dritten Album der Gruppe haben sie gezeigt, wie weit sich ihre Talente über die gesamte Musiklandschaft erstrecken, vom Blues über R & B bis hin zum klassischen Rock. Im Gegensatz zu ihrem hastig aufgenommenen Debüt oder seinem Nachfolger, der die Bandbreite seiner Darbietungen und Kompositionen erweitert.“ Außerdem äußerte er, „die Lyrik und die Musik verbinden sich zu einem perfekten Stimmungsstück, und die Darbietung ist sowohl beim Spielen als auch beim Singen kühn und subtil zugleich.“ Den Titelsong bezeichnete er als „einen der besten Songs von Procol Harum und eines der besten Progressive-Rock-Stücke, die jemals gehört wurden“. Die Redaktionswertung lag bei 4,5 von fünf Sternen. Rezensator.de bezeichnete A Salty Dog als ein „abwechslungsreiches, wenn auch stellenweise untypisches Harum-Album. Man hatte manchmal das Gefühl, es wurde ein Album von drei Künstlern: Brooker, Fisher und Trower. Aber auch hier blieb Brooker letzten Endes bestimmender Faktor.“

## Neuauflagen
2001 wurde vom japanischen Label Cube Records eine remasterte Edition als CD herausgebracht.
2017 wurde vom US-Label Mobile Fidelity Sound Lab eine remasterte Edition als LP veröffentlicht.

## Titelliste

### Seite 1
1. A Salty Dog – 4:41 (Brooker, Reid)
2. The Milk of Human Kindness – 3:47 (Brooker, Reid)
3. Too Much Between Us – 3:45 (Brooker, Trower, Reid)
4. The Devil Came from Kansas – 4:38 (Brooker, Reid)
5. Boredom – 4:34 (Fisher, Brooker, Reid)

### Seite 2
1. Juicy John Pink – 2:08 (Trower, Reid)
2. Wreck of the Hesperus – 3:49 (Fisher, Reid)
3. All This and More – 3:52 (Brooker, Reid)
4. Crucifiction Lane – 5:03 (Trower, Reid)
5. Pilgrim's Progress – 4:32 (Fisher, Reid)